# Saint-Blaise-la-Roche
Saint-Blaise-la-Roche település Franciaországban, Bas-Rhin megyében. Lakosainak száma 243 fő (2022. január 1.). Saint-Blaise-la-Roche Blancherupt, Colroy-la-Roche, Fouday, Plaine és Saulxures községekkel határos.

## Népesség
A település népessége az elmúlt években az alábbi módon változott:
| Lakosok száma | 241  | 239  | 233  | 228  | 229  | 237  | 250  | 246  | 243  |
|               | 2013 | 2015 | 2016 | 2017 | 2018 | 2019 | 2020 | 2021 | 2022 |